# Fonomusic
Fonomusic est un label discographique espagnol, basé à Madrid. Il compte d'importants groupes et artistes nationaux tels que Triana, El Fary, Aviador Dro ou María Jiménez. Il a été fondé en 1983 à partir de la société Movieplay, et plus tôt encore à partir de Sonoplay. En 2002, il est racheté par Warner Music Group.

## Histoire

### Période Sonoplay
Le compositeur Adolfo Waitzman, qui vient de quitter Philips, fonde Sonoplay en association avec les studios Moro, rachetés ensuite par le Movierecord Group du Belge Jo Linten. En 1968, il commence à distribuer en Espagne le label français Barclay, alors dirigé par Alain Milhaud. Les artistes de Sonoplay-Barclay bénéficient d'une forte promotion par le biais de publicités de la société Movierecord, un exploitant de salles de cinéma, ce qui facilite leur diffusion.

### Période Movieplay
Deux ans après sa création, le label change de nom pour devenir Movieplay, peu avant la faillite de Movierecord. Par la suite, les différentes sociétés du groupe, tant en Espagne qu'à l'étranger, sont démantelées, fermées ou vendues à des tiers. Malgré cela, Movieplay continue à fonctionner normalement, devenant même l'une des principales maisons de disques en Espagne. En 1974, le sous-label Gong est créé, dirigé par le producteur musical Gonzalo García-Pelayo et orienté vers le « rock con raíces », publiant, entre autres, les débuts du groupe sévillan Triana.
Après la scission, Movieplay continue à publier au Portugal en tant que label indépendant de son homologue espagnol. Depuis lors, il a axé son catalogue sur le folk indigène et les auteurs-compositeurs-interprètes. Il a également repris les catalogues des sociétés portugaises Rádio Triunfo et Discos Orfeu. La société portugaise Movieplay est toujours active sous ce nom.

### Période Fonomusic
En 1983, Movieplay devient Fonomusic et lance ensuite une section d'édition appelée Pentamusic. Après son acquisition par Warner en 2002, il a été distribué par Dro EastWest.12 Le président de Warner en Espagne à l'époque, Saúl Tagarro, a déclaré que l'acquisition était due à l'intérêt d'élargir son catalogue avec des disques des années 1970.
Fonomusic contrôlait plusieurs sous-labels spécialisés dans différents genres, tels que Fonofolk (musique folklorique, sous laquelle est sortie la compilation à succès Naciones Celtas), Revelde (punk rock, rock urbano), Dee-Jay (techno) ou Days End (heavy metal).

## Groupes et artistes
Si l'on considère les différentes étapes du label, Fonomusic et ses prédécesseurs ont produit une multitude d'artistes de grande envergure sur la scène musicale nationale. Parmi eux, on peut citer Luis Eduardo Aute, José Antonio Labordeta, Lluís Llach, Cristina Pato, María Jiménez, Aviador Dro, El Fary, Miguel Ríos et Triana. De la même manière, Fonomusic a également obtenu une importante collection de musique flamenco. En 1997, avec Hispavox, elle sort une compilation de 44 CD sous le nom de Cultura Jonda et sélectionnés par José Manuel Gamboa.